# 1540
Cette page concerne l'année 1540  du calendrier julien. Pour l'année 1540 av. J.-C., voir 1540 av. J.-C.
L'année 1540 est une année bissextile qui commence un jeudi.

## Événements
- 20 janvier, Chili[1] : Pedro de Valdivia quitte Cuzco après avoir réuni difficilement 151 soldats espagnols, quelques artisans et un millier d’Indiens. Il emporte des chevaux, du bétail, des sacs de semences et des rameaux d’arbres fruitiers. Il réussit sans encombre à traverser le désert d’Atacama pour atteindre la vallée de Copiapó (24 octobre), puis celle du Mapocho où il fonde Santiago (février 1541)[2].
- Mars : arrivée en Espagne de Bartolomé de Las Casas, qui dénonce la cruauté des Blancs envers les Indiens d'Amérique[3].
- Printemps : retour de Hernán Cortés en Espagne où il sollicite vainement Charles Quint pour qu’il le rétablisse dans ses droits[4].
- 22 avril : l'expédition de l'Espagnol Francisco Vásquez de Coronado quitte Culiacán. Elle remonte le Río Grande,  explore l'Arizona et le Nouveau-Mexique (fin en 1542)[5].
- 17 mai, Inde : bataille de Kanauj. Humâyûn, fils de Bâbur tente une offensive le sultan afghan Sher Shâh Sûrî mais son armée est défaite près de Kanauj. Chassé de l’Inde du nord, il va chercher refuge en Perse (fin en 1545). Le Séfévide Chah Tamasp accepte de l’aider dans la mesure où il se convertit au chiisme[6].
- 7 juillet : Francisco Vásquez de Coronado atteint Háwikuh, en territoire zuñi. Il envoie des détachements pour prospecter la région. Certains atteignent le Kansas. L’un d’eux, commandé par López de Cárdenas, découvre le Grand Canyon du Colorado. Coronado repart en avril 1542[5]. À son retour au Mexique, il doit mater la rébellion des Indiens du Zacatecas, avec l’aide de Pedro de Alvarado, qui meurt tué par les Indiens le 4 juillet 1541.
- 15 août : Garcí Manuel de Carbajal fonde Arequipa au Pérou au nom de Francisco Pizarro[7].
- 2 septembre : mort du roi d'Éthiopie Dawit II, pourchassé par Ahmed Gragne, au monastère de Debre Damo. Gelawdewos lui succède (fin en 1559)[8].
- 1er octobre : combat naval d'Alborán. L'Espagne occupe l'île d'Alborán en territoire marocain[9].
- 18 octobre : la bataille de Mavila (aujourd'hui Cahaba en Alabama) voit la population indienne retranchée dans la ville et commandée par le chef Tascalusa affronter l'expédition du conquistador Hernando de Soto[10].
- Relation commerciale entre le Portugal et la Cochinchine[11].

### Europe

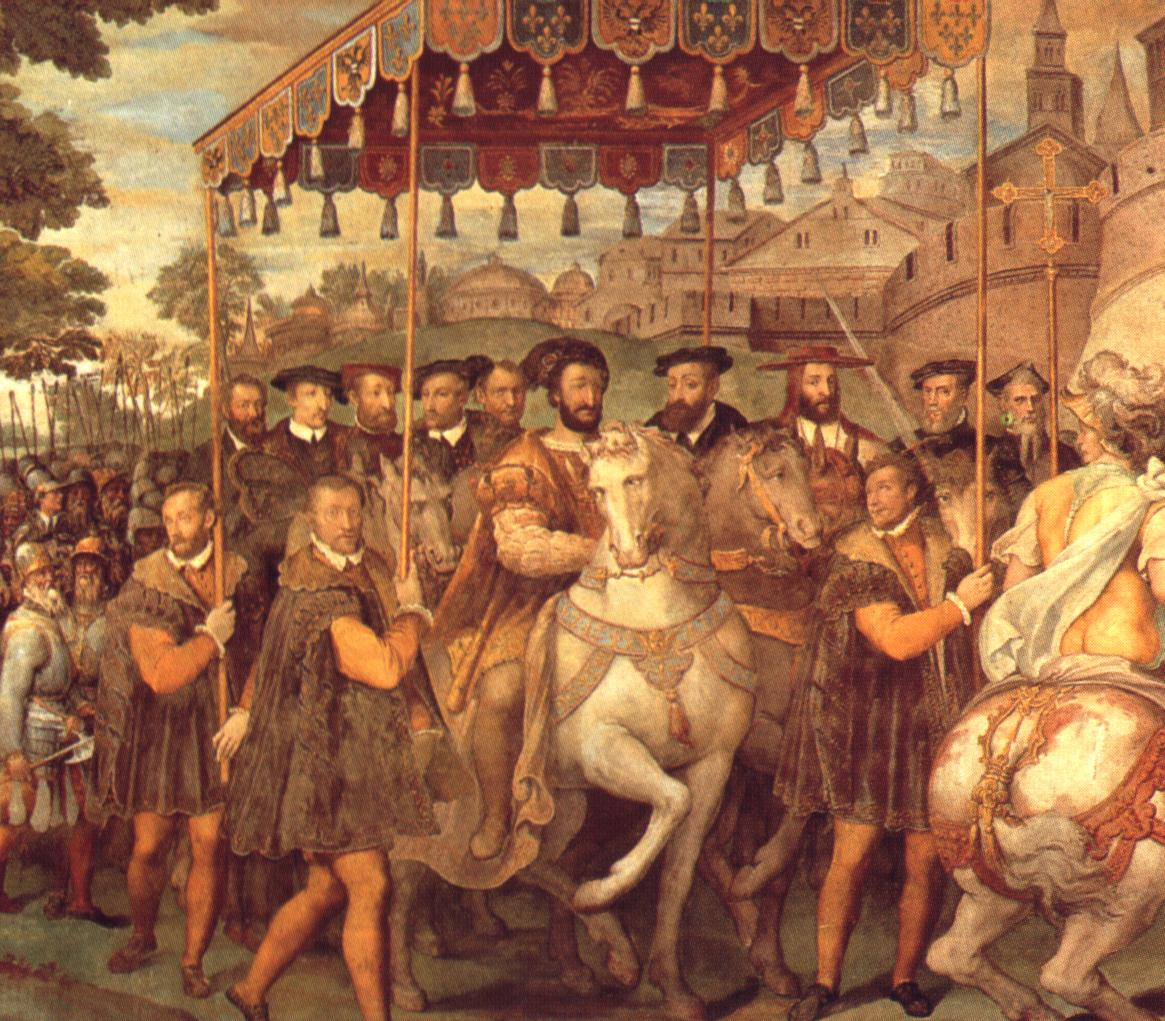
Janvier : entrée solennelle à Paris de François Ier et Charles Quint

- 1er janvier : François Ier et Charles Quint font une entrée solennelle à Paris marquant la trêve entre Valois et Habsbourg[12].
- 2 janvier : procès d’Olaus Petri et de Laurentius Andræ en Suède, accusés de haute trahison par Georg Norman. Ils sont condamnés à mort, puis graciés[13].
- 4 janvier : assemblée d’Örebro en Suède. Gustav Vasa rejette le principe de la monarchie élective et fait préciser les règles de la succession (Union Héréditaire)[14].
- 6 janvier-9 juillet : échec du mariage d’Henri VIII d'Angleterre avec Anne de Clèves (1515-1557), répudiée au bout de six mois, qui provoque la condamnation à mort de Thomas Cromwell, instigateur du mariage, pour haute trahison[15] (28 juillet).
- 21 janvier-5 juin : Guerra del Sale, guerre fiscale du pape contre Pérouse. La ville perd ses libertés municipales[16].
- 14 février-12 mai : répression de la révolte des Gantois, accablés d’impôts par Charles Quint. Charles Quint entre dans Gand avec une armée, supprime les privilèges de la ville et les jurandes, détruit les fortifications et fait construire une citadelle pour maintenir la ville dans l'obéissance[12].
- 24 avril : François Ier refuse les avances de Charles Quint qui lui propose d’abandonner le Milanais contre divers gages aux Pays-Bas et dans le comté de Bourgogne pour le duc d'Orléans[17].
- 30 mai, Lisbonne : arrivée des jésuites au Portugal[18]. Ils se voient confier la responsabilité du collège Saint-Antoine de Lisbonne, puis celle du collège des Arts de Coimbra.
- 1er juin, France : édit de Fontainebleau en répression contre les réformés[19].
- 10 juin : arrestation de Thomas Cromwell[20]. L’archevêque de Cantorbéry Thomas Cranmer dirige la politique religieuse en Angleterre après la disgrâce de Cromwell.
- 12 juin-28 juillet : colloque de Haguenau entre protestants. Avec ceux de Worms (28 octobre 1540-18 janvier 1541) et de Ratisbonne (27 avril 1541-7 juin 1541), ils n’aboutissent pas à l’unité religieuse[21].
- 22 juillet : mort de Jean Zapolyai. Début du règne de Jean Sigismond, roi de Hongrie (fin en 1571), fils de Jean Zapolyai et d’Isabelle Jagellon, fille du roi de Pologne, sous la régence de sa mère et de Giorgio Martinuzzi (fin en 1551)[22]. Né le 7 juillet 1540, il est élu roi de Hongrie par les partisans de son père en dépit du traité de Nagyvárad. Il s’installe à Buda, qui est alors assiégée par Ferdinand de Habsbourg[23].
- 28 juillet :
  - Exécution de Thomas Cromwell[20].
  - Henri VIII épouse Catherine Howard (1522-1542), nièce du duc de Norfolk, son principal conseiller[24].
- Juillet, Russie : les Chouiski sont évincés de la régence par les Bielski[25].
- 30 août : vendanges précoces dans le nord de la France[26].
- 27 septembre : bulle Regimini militantis ecclesiae. le pape Paul III reconnaît la Compagnie de Jésus (les Jésuites), fondée par Ignace de Loyola[27].
- 20 septembre : Premier autodafé à Lisbonne[28], suivi de 107 jusqu’en 1569.
- Septembre : Tentative sur Gibraltar des corsaires algérois[29].
- 2 octobre (ou peut-être le 20 octobre[30]) : paix entre Venise et les Ottomans. Venise perd Monemvasia et Nauplie en Morée[31].
- 11 octobre : Charles Quint donne l’investiture du Milanais à son fils, le futur Philippe II. Les prétentions de François Ier sont bafouées[32].
- 2 novembre : le Saint-Office institue au Portugal la censure préventive qui est confiée à trois dominicains[33]. L’efficacité de la censure provoque l’arrêt brutal de toutes recherches dans le domaine des idées, des sciences et des arts.
- L'Europe est confrontée à une sécheresse extrême de 11 mois[34], incendies de forêt, rivières à sec, le lac de Constance est réduit à l’état de flaque d’eau, les récoltes sont très mauvaises, des épidémies de dysenterie éclatent[35]. Plus d'un million de personnes en Europe seraient mortes en plus par rapport à l'année précédente[36].
- Disette en Toscane. Des navires arrivés à Livourne avec des blés du Levant sauvent le pays[29].
- Pierre d'Alcantara (1499-1562) fonde au chapitre des Franciscains réunis à Plaisance l’ordre des minoristes de la stricte observance[37].
- Création à Milan d’une commission spéciale chargée d’intercepter en Italie les nouveaux chrétiens portugais en route vers le Levant. Johannes Vuysting, dit Jean de la Foix, responsable en Lombardie, se distingue par sa cruauté envers les fugitifs qui tombent entre ses mains[38].

## Naissances en 1540
- 28 janvier : Ludolph van Ceulen, mathématicien allemand († 31 décembre 1610).
- 1er mars : Don Enrique de Guzmán, noble, diplomate et homme d'État espagnol († 1607).
- 17 mai : Pascal Baylon, célèbre pour sa dévotion à la Sainte Eucharistie († 17 mai 1592).
- 11 juillet : Adolphe de Nassau, quatrième fils de Willem de Rijke et Juliana de Stolberg († 23 mai 1568).
- 26 septembre : Filippo Sassetti, marchand et érudit italien († 3 septembre 1588).
- Date non précisée :
  - Giovanni Maria Baldassini, peintre italien († 1601).
  - Camillo Ballini,  peintre maniériste italien († 1592).
  - Girolamo Bernerio, cardinal italien († 5 août 1611).
  - Gilles Beys, imprimeur des Pays-Bas († 1595).
  - Georges Boba, peintre et graveur français († 1595).
  - Pierre de Boscosel de Chastelard, gentilhomme dauphinois, petit-fils de Pierre Terrail de Bayard († 1562).
  - Gabriel Breunot, membre du Parlement de Bourgogne († 15 novembre 1618).
  - Francesco Brina, peintre maniériste italien († 3 mars 1586).
  - Giovanni Maria Butteri, peintre maniériste italien († 1606).
  - Nicholas Carlton, compositeur anglais († 1610).
  - Henri Antoine de Clermont, militaire francais, vicomte de Tallard, duc de Clermont puis duc de Tonnerre († 1573).
  - Cristoforo Coriolano, né Lederer, graveur allemand († ?)
  - Raphaël Coxie, peintre de la Renaissance maniériste flamande († 1616).
  - Adam van Haren, noble des Pays-Bas, un des chefs de la révolte des Gueux († 3 mai 1589).
  - Akechi Mitsutada, samouraï de la période Sengoku au service du clan Akechi († 4 juillet 1582).
  - Amago Yoshihisa, daimyō de la province d'Izumo du Japon féodal († 14 octobre 1610).
  - Antonio Amati, luthier italien († 1638).
  - Juan de Ancheta, sculpteur espagnol († 30 novembre 1588).
  - Cesare Arbasia, peintre maniériste italien († 1614).
  - Gaspar de Baeza, humaniste, avocat, traducteur et écrivain espagnol († 1569).
  - Giulio Cesare Barbetta, compositeur italien († 1603).
  - Pieter Dirkszoon Keyser, navigateur néerlandais († 11 septembre 1596).
  - Pierre du Faure de Sain-Jorry, juriste francais († 1600).
  - Annibale Fontana, sculpteur et médailleur italien († 1587).
  - Giovanni Fontana, architecte tessinois († 1614).
  - Auger Galhard, poète de langue d'oc et de langue d'oïl († 1593).
  - Federico Gonzaga,  cardinal italien († 21 février 1565).
  - Amadis Jamyn, poète francais († 11 janvier 1593).
  - Antoine de La Faye, médecin, théologien et professeur protestant francais († 5 septembre 1615).
  - Roch Le Baillif, alchimiste et médecin francais († 8 janvier 1598).
  - Ippolito Malaspina, aristocrate italien († 1625).
  - Ohama Kagetaka, pirate japonais de  la fin des époques Sengoku et Azuchi-Momoyama († 1597).
  - Léonor d'Orléans-Longueville, prince du sang, issu de la maison bâtarde de Longueville, gouverneur de Picardie et de Normandie et l’un des chefs militaires des guerres de religion († 7 août 1573).
  - Séraphin de Montegranaro, religieux capucin italien († 12 octobre 1604).
  - Georgette de Montenay, poétesse française († 1581).
  - Simone Peterzano, peintre italien du maniérisme tardif de l'école lombarde († 1596).
  - Florimond de Raemond, avocat, contre-réformateur et historien francais († 17 novembre 1601).
  - Frédéric Ragueneau, évêque de Marseille († 26 septembre 1603).
  - Prospero Randella, œnologue italien († 1630).
  - Ostilio Ricci, mathématicien et architecte italien († 1603).
  - Jean Richardot, homme d'État et diplomate originaire de Franche-Comté († 3 septembre 1609).
  - Jean I de Saive, peintre baroque d'histoire, de scènes de genre, portraitiste et armoriste namurois († 1611).
  - Francisco de Sande, juriste et gouverneur espagnol († 12 septembre 1602).
  - Gaspard de Schomberg, homme d'État au service du royaume de France († 17 mars 1599).
  - Cornelius Schonaeus, enseignant, latiniste et dramaturge néerlandais († 23 novembre 1611).
  - Jean de Serres, pasteur calviniste, humaniste et historiographe francais († 1598).
  - Manuel de Sousa Coutinho, militaire portugais, 31e gouverneur des Indes portugaises († 1591).
  - Irene di Spilimbergo, peintre italienne († 15 décembre 1559).
  - Semion Anikievitch Stroganov, de la Famille Stroganoff, il aurait financé l'expédition Ermak († 22 octobre 1586).
  - Noël Taillepied, écrivain francais († 1589).
  - Georges Tronchay, écrivain francais († 22 août 1582).
  - Leonardus Vairus, évêque de Pouzzoles († 1603).
  - François Viète, mathématicien francais († 23 février 1603).
  - Eugenio Visdomini, écrivain poète et juriste italien († 6 mai 1622).
  - Jacopo Zucchi, peintre maniériste italien († vers 1590).
- Vers 1540 :
  - Brice Bauderon, médecin francais († 1623).
  - Diego Bernardès, poète portugais († 1596).
  - Denis Calvaert, peintre flamand († 16 avril 1619).
  - Rómulo Cincinato, peintre espagnol († 1597).
  - Gilles de Courtenvaux de Souvré, noble et militaire français († 1626).
  - Jean-Antoine d'Anglerais, surnommé Chicot, bouffon des rois Henri III et Henri IV († 1592).
  - Giovanni Dragoni, compositeur italien († décembre 1598).
  - Francis Drake, corsaire anglais († 27 janvier 1596).
  - Thomas Drant, pasteur et poète anglais († 17 avril 1578).
  - Marco Facoli, organiste, claveciniste, compositeur italien († 1585).
  - Paolo Fiammingo, peintre flamand († 20 décembre 1596).
  - Martin Fumée, écrivain et historien francais († vers 1590).
  - Pierre Grégoire, jurisconsulte et philosophe francais († 1597).
  - George Gower, peintre anglais († 1596).
  - Charles de Hallwin, seigneur de Piennes et marquis de Maignelais († 1591).
  - Ignace, patriarche de Moscou et de toute la Russie de 1605 à 1606 († 1620).
  - Fiodor Kone, architecte († après 1606).
  - Juan de los Angeles, franciscain du Siècle d'or espagnol († 1609).
  - Antonio de Lofraso, poète sarde († vers 1600).
  - Étienne de Martellange, peintre français († vers 1603).
  - Livio Modigliani, peintre italien († vers 1610).
  - Guy de Montferrand, noble français († mai 1591).
  - Giovan Leonardo Primavera, compositeur et poète italien († 1585).
  - Willem Raets, marchand et mathématicien anversois  († vers 1576).
  - Jean Ramey, peintre de la bourgeoisie liégeoise († 1603).
  - André de Rivaudeau, poète et dramaturge francais († 1580).
  - Peder Sørensen, médecin et alchimiste danois  († 28 juillet 1602).
  - Gregorius Trehou, compositeur et musicien danois originaire des Pays-Bas méridionaux († 1619).
- Entre 1538 et 1540 : Abraham de Bruyn, graveur brabançon († 1587).
- Entre 1540 et 1550 : Hugh O'Neill, 2e comte de Tyrone († 20 juillet 1616).
- 1538 ou 1540 : Philippe de Marnix de Sainte-Aldegonde, homme d'État, militaire, poète, polémiste, théologien et pédagogue des Pays-Bas des Habsbourg († 15 décembre 1598).
- 1539 ou 1540 : Giovanni Andrea Doria, amiral génois († 2 février 1606).

## Décès en 1540
- 19 janvier : Enrique de Borja y Aragón, cardinal espagnol (° 19 décembre 1518)[39].
- 21 avril : Alphonse de Portugal, cardinal portugais (° 23 avril 1509)[40].
- 22 mai : Francesco Guicciardini (François Guichardin), juriste, homme politique et historien florentin (° 1483)[41]
- 28 juin : Frédéric II de Mantoue, noble italien, marquis puis duc de Mantoue, marquis de Montferrat (° 17 mai 1500, 40 ans)[42]
- 20 août : Giulio Francia, peintre italien de l'école bolonaise (° 20 août 1487).
- 22 août : Guillaume Budé (Paris (° 1467)[43].
- 24 août : Francesco Mazzola, dit le Parmesan, peintre et aquafortiste italien à Parme (° 11 janvier 1503)[44].
- 24 septembre : Ennon II, comte de Frise orientale (° 1505)[45].
- 14 novembre[46] : Rosso Fiorentino (Giovanni Battista di Jacopo di Guasparre), peintre florentin (° 1494).
- Date précise inconnue :
- Barthel Beham, peintre et graveur allemand (° 1502).
- Joos van Cleve, peintre  flamand (° v.1485)[47]
- Jan van Amstel, peintre flamand (° v. 1500)[48]
- Andreas Cratander, imprimeur et libraire suisse (° v. 1490)[48]
- Bernardino da Asola, peintre italien (° 1490).
- Vers 1540 :
  - Pietro Paolo Agabito, peintre et graveur sur bois italien (° vers 1470).
  - Michele da Verona, peintre italien de l'école véronaise (° 1470).